# Bernardo Fernandes da Silva
Bernardo Fernandes da Silva, född 20 april 1965, är en brasiliansk tidigare fotbollsspelare.
Bernardo spelade 5 landskamper för det brasilianska landslaget.